# Xavier Florencio
Xavier Florencio Cabré, född 26 december 1979 i Tarragona, Katalonien, är en professionell spansk tävlingscyklist. Han vann Clásica de San Sebastián under säsongen 2006.

## Karriär
Florencio blev professionell 2001 för ONCE-Eroski och tävlade med dem till säsongsslutet 2003 när ONCE slutade sponsra och under två år tävlade Florencio för Relax-Bodysol, Relax-Fuenlabrada under 2005. Sedan säsongen 2006 tävlar han för det franska UCI ProTour-stallet Bouygues Télécom. Inför säsongen 2009 blev han kontrakterad av det nystartade stallet Cervélo TestTeam.
Han vann UCI ProTour-loppet Clásica de San Sebastián 2006. 
Florencio vann etapp 8 på Tour de l’Avenir 2002 14 sekunder före bland annat Pierrick Fédrigo och Iñaki Isasi Flores. 
Xavier Florencio slutade på sjätte plats på Tour of Qatar 2009 bakom Tom Boonen, Heinrich Haussler, Roger Hammond, Daniel Lloyd och Andreas Klier. Även på GP Miguel Indurain slutade han på sjätte plats, liksom på etapp 4 av Baskien runt. Han slutade trea på etapp 2 av Katalonien runt 2009 bakom Matti Breschel och Jérôme Pineau. I augusti slutade han tvåa på etapp 1 av Tour du Limousin bakom Borut Bozic. Xavier Florencio slutade på tredje plats i Tour du Limousins slutställning bakom Mathieu Perget och David Arroyo.

## Privatliv
Xavier Florencio är son till José Florencio Tutusaus, som var professionell cyklist mellan 1968 och 1972. Xavier Florencios syster Nuria slutade tvåa i de spanska mästerskapens linjelopp 1995.

## Meriter
1996
 Spanien Nationsmästerskapen - linjelopp (juniorer)
2002
1:a, etapp 8, Tour de l'Avenir
3:a, Vuelta a la Rioja
5:a, GP CTT Correios de Portugal
2003
3:a, etapp 6, Ronde van Nederland
5:a, Ronde van Nederland
5:a, Vuelta Valenciana
6:a, Tour Down Under
2006
1:a, Clásica de San Sebastián
3:a, Tour de l'Ain
2:a, etapp 1, Tour de l'Ain
3:a, etapp 10, Vuelta a España
2007
2:a, etapp 3, Schweiz runt
4:a,  Spanien Nationsmästerskapen - linjelopp
9:a, Clasica San Sebastian
2008
1:a, poängtävlingen, Volta a la Comunitat Valenciana
3:a, Volta a la Comunitat Valenciana
2:a, etapp 4, Volta a la Comunitat Valenciana
3:a, etapp 3, Volta a la Comunitat Valenciana
2009
2:a, etapp 1, Tour du Limousin
3:a, etapp 2, Katalonien runt
3:a, Tour du Limousin

## Stall
- 2001-2003 ONCE-Eroski
- 2004 Relax-Bodysol
- 2005 Relax-Fuenlabrada
- 2006-2008 Bouygues Télécom
- 2009 Cervélo TestTeam